# 威爾·史密斯之叱吒風雲
《威爾·史密斯之叱吒風雲》（英語：Ali）是一部2001年美國傳記運動劇情片，由麥可·曼恩執導。故事描述由威爾·史密斯飾演的知名拳擊手穆罕默德·阿里在1964年至1974年間的經歷。該片雖然獲得普遍好評，卻在商業上失利而成為了票房炸彈；史密斯和強·沃特分別憑該片入圍奥斯卡最佳男主角奖及最佳男配角奖。

## 演員
- 威爾·史密斯 飾 穆罕默德·阿里
- 傑米·福克斯 飾 德魯·邦迪尼·布朗（英语：Drew Bundini Brown）
- 強·沃特 飾 霍華德·科塞爾（英语：Howard Cosell）
- 馬力歐·范畢柏斯 飾 麥爾坎·X
- 朗·西佛（英语：Ron Silver） 飾 安吉洛·鄧迪（英语：Angelo Dundee）
- 傑佛瑞·懷特 飾 霍華德·賓厄姆（英语：Howard Bingham）
- 麥凱泰·威廉遜 飾 唐·金（英语：Don King (boxing promoter)）
- 詹姆斯·托尼（英语：James Toney） 飾 喬·弗雷澤
- 潔達·蘋姬·史密斯 飾 頌雅·羅伊
- 諾娜·蓋伊 飾 貝琳達·博伊德／哈丽拉·阿里
- 吉安卡洛·伊坡托 飾 老卡西烏斯·馬塞勒斯·克萊（英语：Cassius Marcellus Clay Sr.）
- 勒瓦爾·布林頓（英语：LeVar Burton） 飾 馬丁·路德·金恩
- 阿爾伯特·霍爾（英语：Albert Hall (actor)） 飾 以利亞·穆罕默德

## 製作
本片的主體拍攝於2001年1月11日開始，拍攝地包含洛杉矶、迈阿密、休斯敦、芝加哥和纽约。

## 外部連結
- 互联网电影数据库（IMDb）上《威爾·史密斯之叱吒風雲》的资料（英文）
- AllMovie上《威爾·史密斯之叱吒風雲》的资料（英文）
- Box Office Mojo上《威爾·史密斯之叱吒風雲》的資料（英文）
- 爛番茄上《威爾·史密斯之叱吒風雲》的資料（英文）
- "Michael Mann and Will Smith in the Ring With Ali" （页面存档备份，存于） New York Times article